# 사타케 요시히로

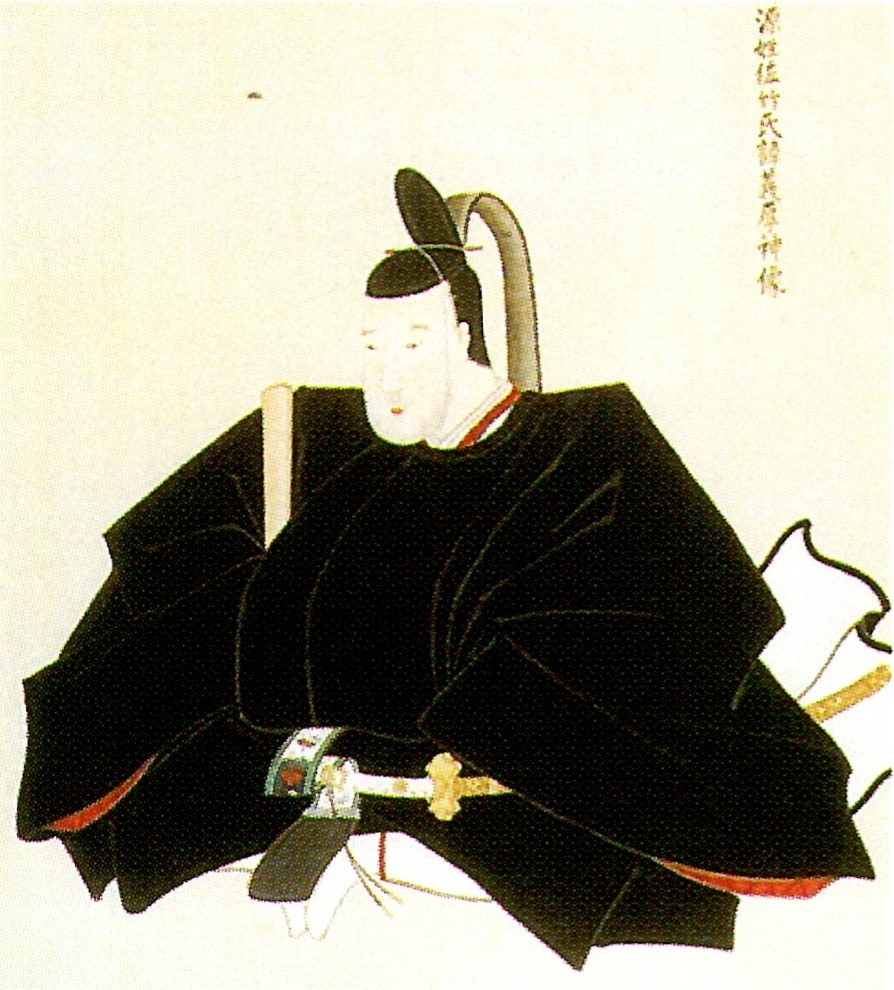
사타케 요시히로

사타케 요시히로(일본어: 佐竹義厚, 1812년 8월 23일 ~ 1846년 10월 27일)는 일본 에도 시대의 다이묘로, 구보타 번의 10대 번주이다. 통칭은 지로(次郎)이다. 관위는 종4위하, 시종, 좌소장(左少将), 우쿄노다이부(右京大夫)이다.

## 생애
분카 9년에 9대 번주 사타케 요시마사의 맏아들로 태어났다. 어릴적 이름은 다케마루(雄丸)이었다. 분카 12년, 아버지 요시마사가 사망함에 따라 가문을 계승하였다. 분세이 7년에는 종4위하의 관위에 서임되었다. 어린 나이에 번주가 되었고, 재위하는 동안 흉작과 천재지변이 이어져서 부채가 44만 냥에 이르는 상황에 놓이게 되었다. 성인이 된 요시히로는 번 재정의 재건을 위해 검약령과 가신단의 부정 단속, 오가반도 동부의 호반지대 개척, 마을 개발 등의 개혁을 추진하였다. 또한 빈민 구제를 위해 '시장 이외 상공업 금지령'을 내리기도 했다. 하지만 외국 선박의 출몰에 따른 해안 경비의 비용 부담이 증대되면서 번 재정은 오히려 악화되었다. 덴포 7년(1836년)에는 막부에 좌소장 임관을 청원하였다. 원래 아키타 사타케 가문의 당주는 좌소장에 임관될 수 있었으나, 요시히로 이전의 네 명의 번주가 모두 젊은 나이에 사망하여 좌소장 직위를 받지 못하였으므로 요시히로가 이를 희망한 것이다. 2년 뒤에 다시 청원을 제출한 끝에 결국 그해 좌소장으로 승진하였으나, 이로 인해 2877냥의 돈을 써야 했다고 한다. 고카 3년(1846년)에 35세의 나이로 사망하였고, 둘째 아들 요시치카가 그 뒤를 이었다.
| 전임 사타케 요시마사 | 제10대 구보타 번 번주 1815년 ~ 1846년 | 후임 사타케 요시치카 |